# Cinnamomum
Genre
Classification phylogénétique

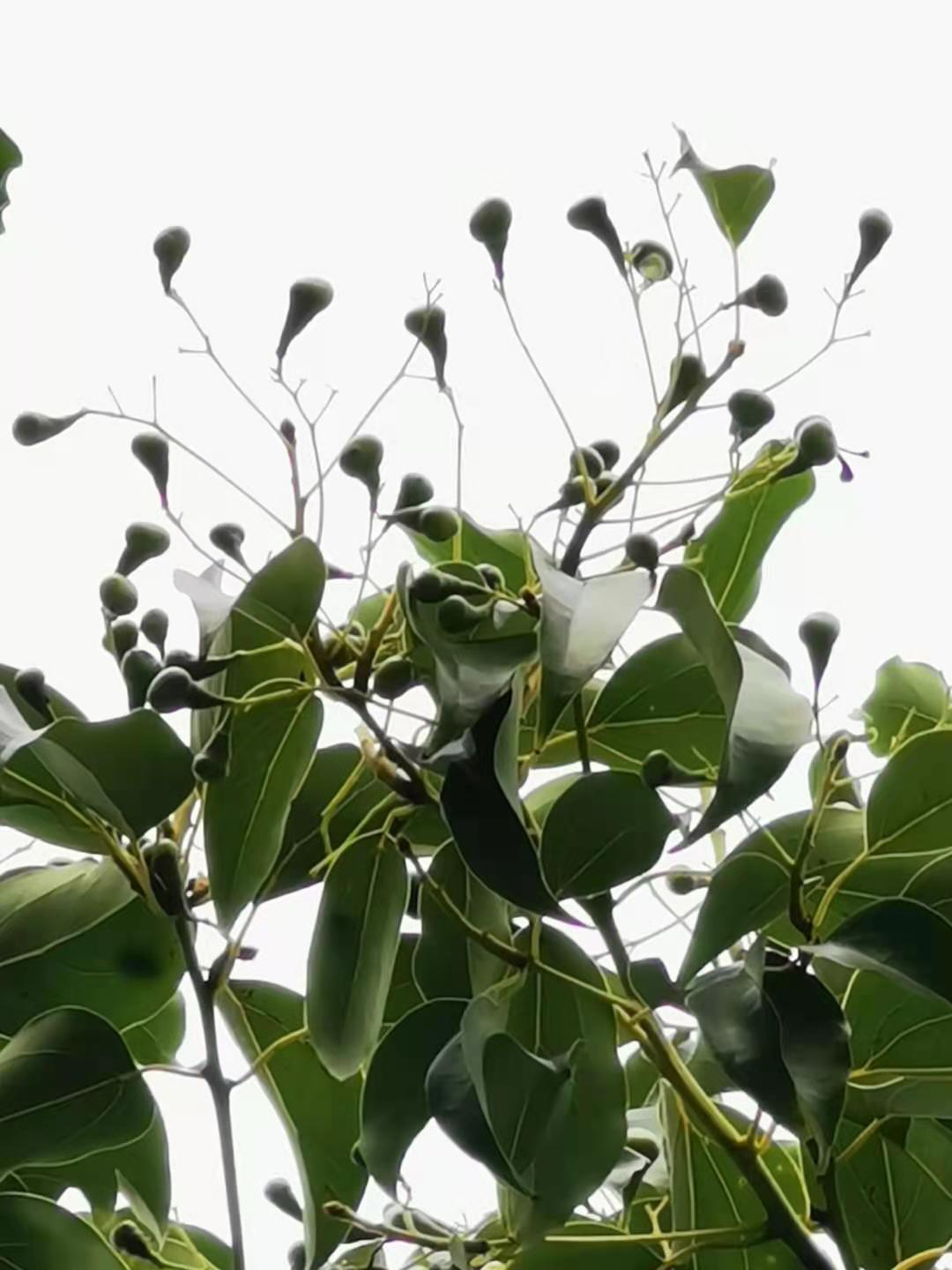
Cinnamomum kanehirae, fruit.

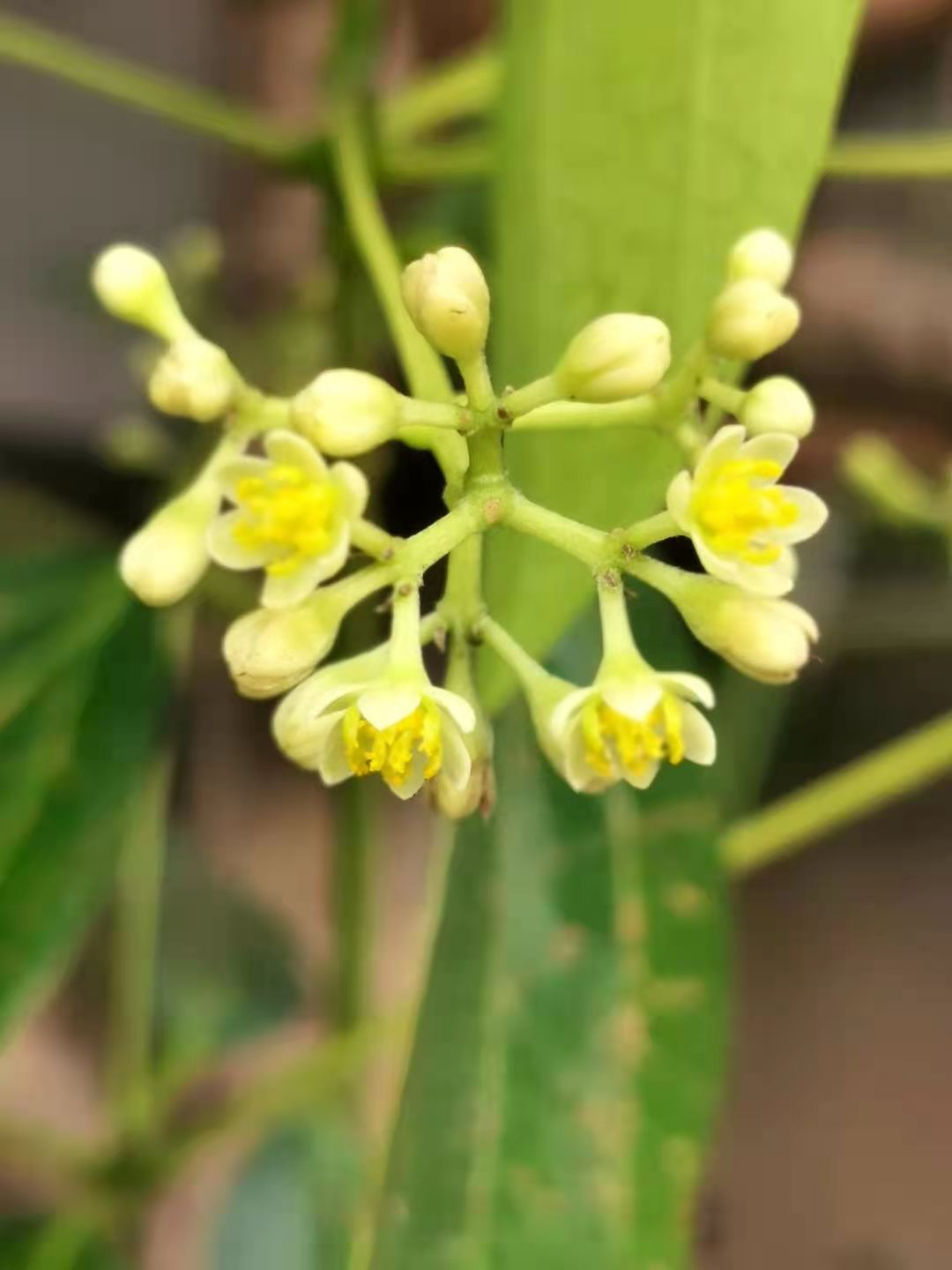
Cinnamomum kotoense, infloresence.

Cinnamomum est un genre de plantes à fleurs de la famille des Lauraceae (même famille que le laurier sauce). Ce sont des arbres et des arbustes. Le genre est composé de plus de 300 espèces originaires des régions tropicales et chaudes d'Asie du Sud-Est principalement mais aussi d'Amérique centrale et d'Amérique du Sud.

## Utilisation
Les espèces de Cinnamomum produisent des huiles essentielles à partir de leurs feuilles et de leur écorce.
Les espèces de Cinnamomum les plus connues sont :
- les canneliers, notamment Cinnamomum verum, le cannelier de Ceylan ou Cinnamomum loureiroi, le cannelier du Vietnam, le cannelier de Chine ou casse, le cannelier de Malaisie
- le camphrier  (Cinnamomum camphora), qui fournit une huile essentielle, le camphre.
- Cinnamomum tamala (Buch.-Ham.) Nees & Eberm. Voir Malabathrum (en) ; sous le nom de Malabathre, ses feuilles étaient, comme la cannelle, un des multiples constituants de la thériaque de la pharmacopée maritime occidentale au XVIIIe siècle [1].
- Certaines espèces fournissent du bois d'œuvre.

## Liste des espèces
Selon « The Plant List » 30 octobre 2015 :

## Espèces aux noms synonymes, obsolètes et leurs taxons de référence
Selon "The Plant List" 30 octobre 2015

## Espèces au statut non encore résolu
Selon "The Plant List" 30 octobre 2015

## Images

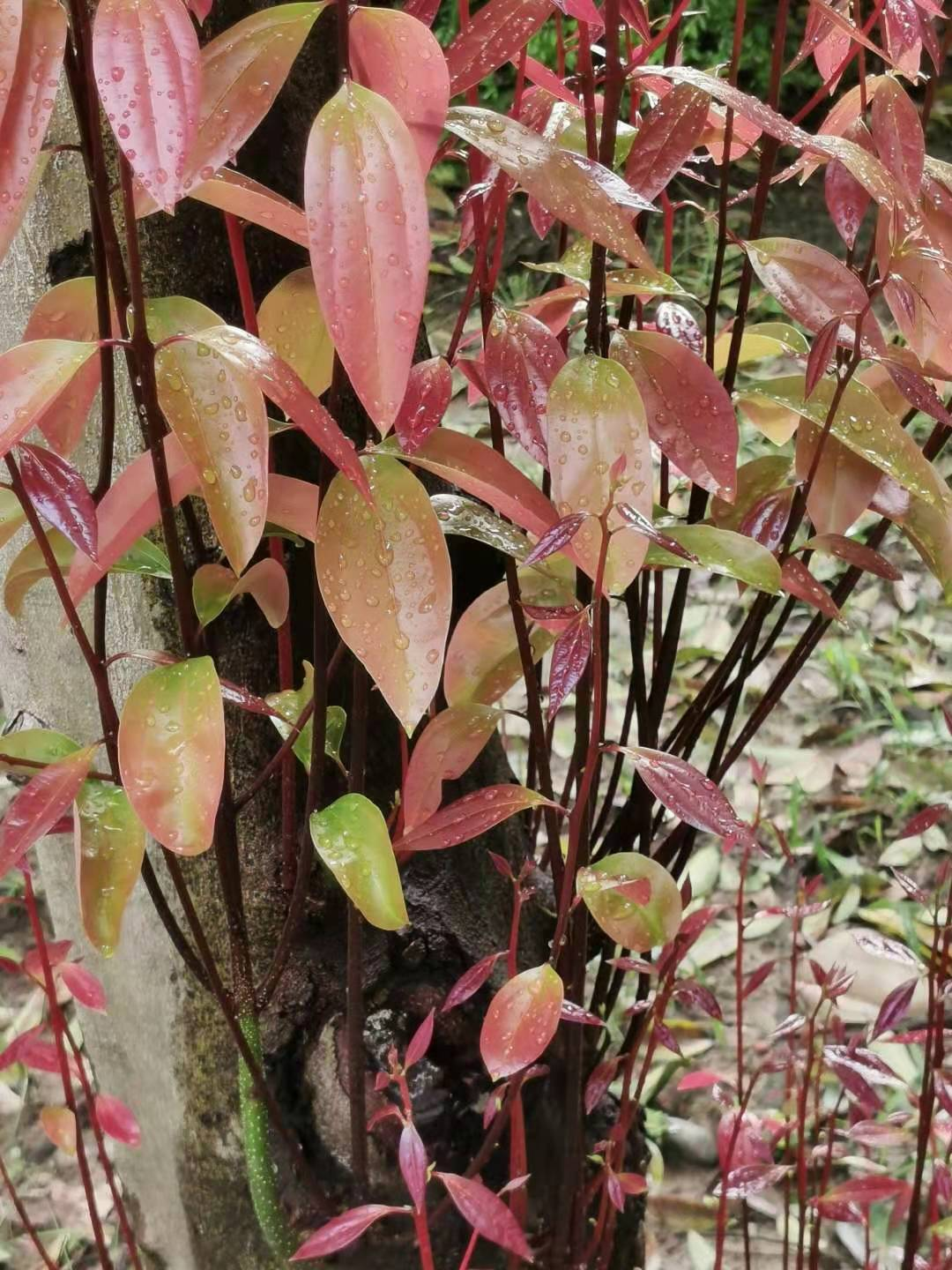
Cinnamomum burmannii
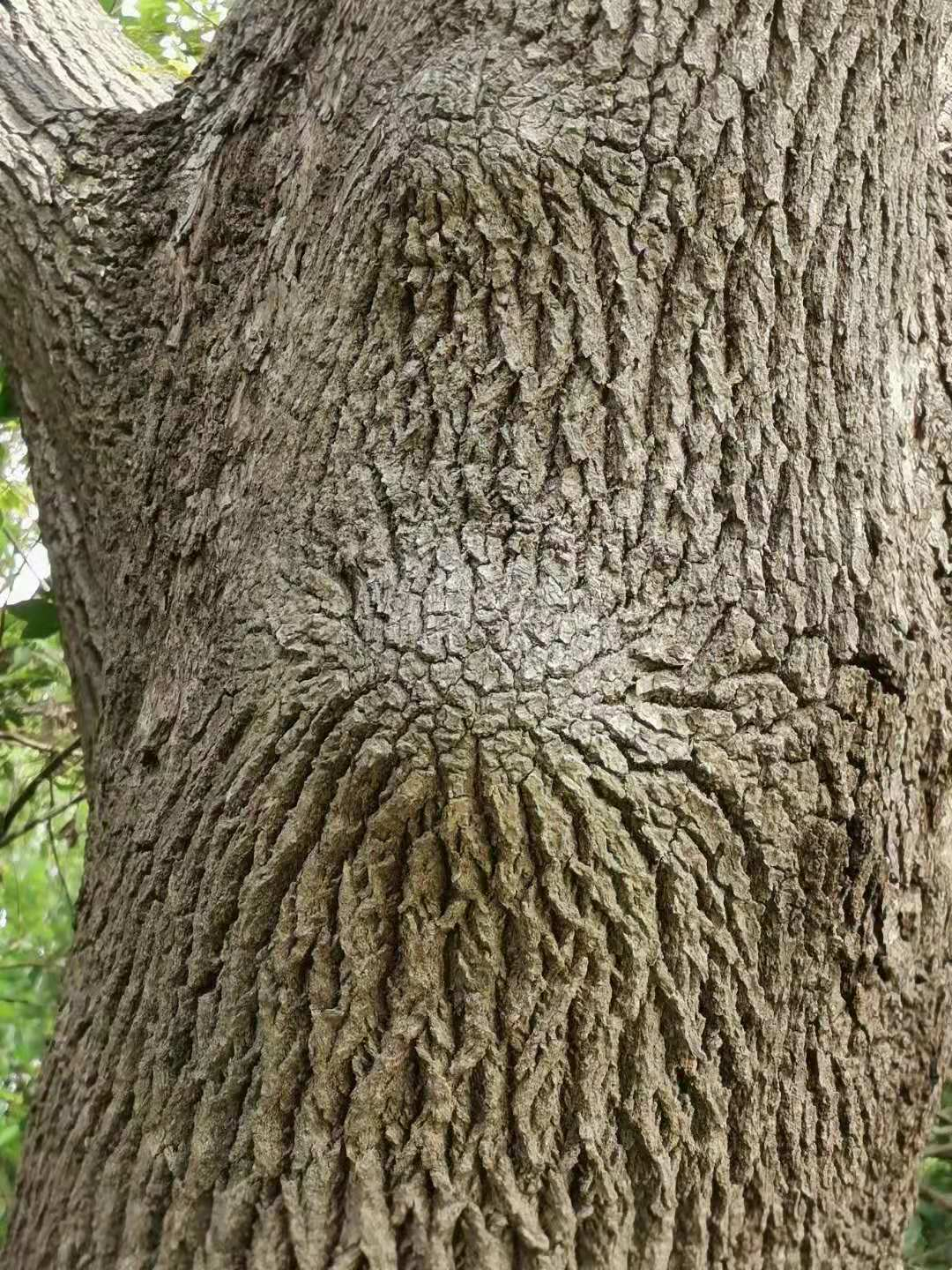
Cinnamomum camphora
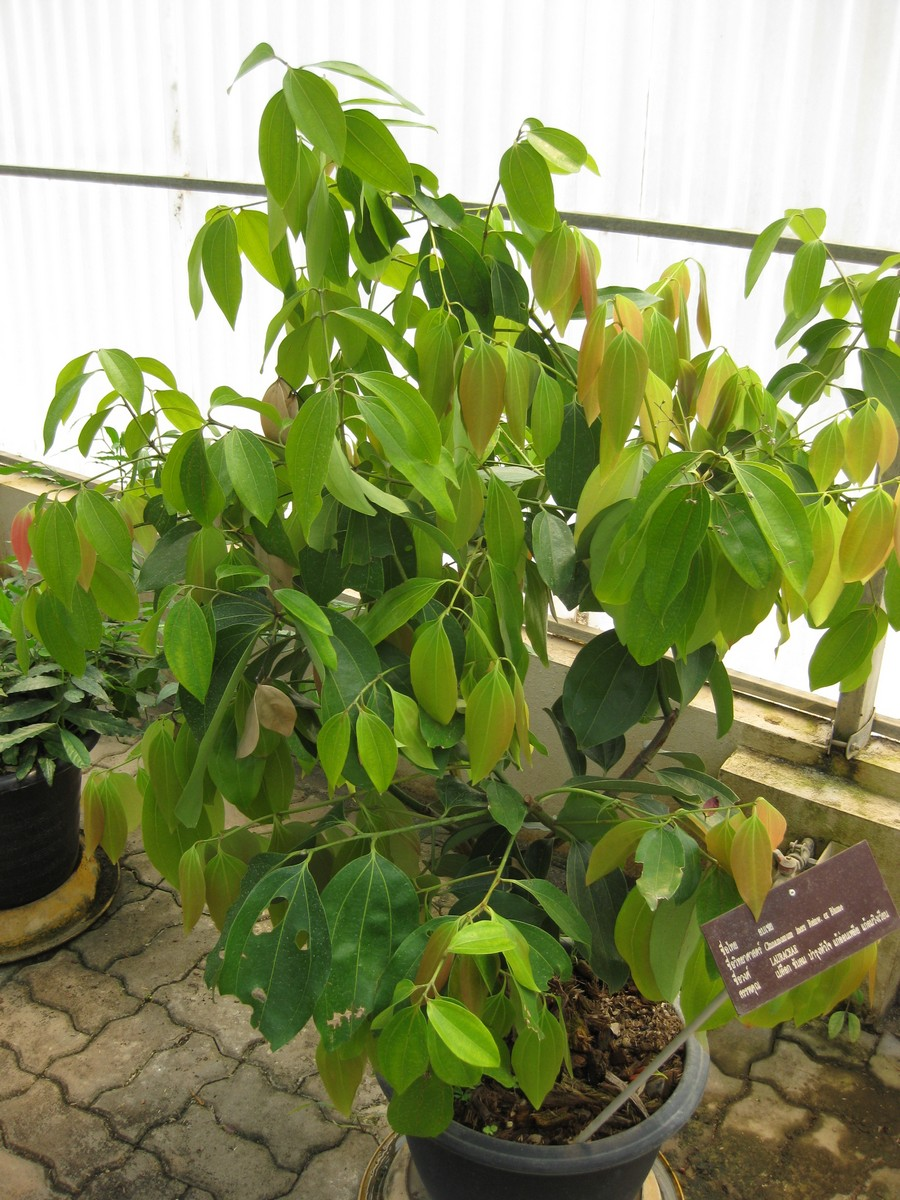
Cinnamomum iners, Jardin botanique de la reine Sirikit, Thaïlande